# Rose Verzeletti
Rose Verzeletti (Ingham, ... – 5 dicembre 2024) è stata una cestista australiana.

## Carriera
Con l'Australia ha disputato i Campionati mondiali del 1971.